# 夏葉ヤシ
夏葉 ヤシ（なつば ヤシ）は、日本の漫画家。主にティーンズラブやボーイズラブを中心に活動している。代表作は『ペットの時間』。
ペンネームの由来は、夏と祭り囃子を合わせて「夏囃子」に由来する。

## 単行本
- 彼氏シェアリング（2009年3月28日初版発行、松文館） ISBN 978-4790122265
- 二人のための大人のカンケイ（2009年9月30日初版発行、新書館） ISBN 978-4403662607
- ペットの時間（2009年11月28日初版発行、松文館） ISBN 978-4790123101